# Иванов, Иван Семёнович
Ива́н Семёнович Ивано́в (25 февраля 1934, д. Куберсола, Краснококшайский кантон, Марийская автономная область, Горьковский край, СССР, ныне — Советский район Марий Эл — 26 ноября 2021, Йошкар-Ола, Марий Эл, Россия) — марийский советский и российский деятель науки, литературовед, критик, фольклорист. Кандидат филологических наук (1970), профессор (1992), почётный профессор Марийского государственного педагогического института им. Н. К. Крупской (2004). Заслуженный деятель науки Марийской АССР (1981). Почётный работник высшего профессионального образования Российской Федерации (2003), заслуженный работник высшей школы Российской Федерации (2014).

## Биография
Родился в крестьянской семье. Окончил начальную школу в родной деревне, Кужмаринскую семилетнюю школу, Йошкар-Олинское педагогическое училище, в 1958 году — МГПИ им. Н. К. Крупской (с отличием).
По окончании вуза — младший научный сотрудник МарНИИ. Его первая объёмная научная работа «Марийская литература периода Великой Отечественной войны» была опубликована в «Очерках истории марийской литературы» (1963, ч. 1).
В 1960 году поступил в аспирантуру при кафедре марийского языка и литературы МГПИ им. Н. К. Крупской. Под научным руководством профессора Н. Т. Пенгитова на Учёном совете Тартуского университета успешно защитил кандидатскую диссертацию на тему «Марийские народные необрядовые песни». Кандидат филологических наук (1970).
После защиты диссертации — преподаватель марийского устного творчества и истории литературы МГПИ им. Н. К. Крупской. Долгие годы был заведующим кафедры марийского языка и литературы, заместителем декана историко-филологического факультета этого института. Профессор (1995). Почётный профессор Марийского государственного педагогического института им. Н. К. Крупской (2004).
Скончался 26 ноября 2021 года в Йошкар-Оле.

## Научно-педагогическая деятельность
За годы преподавания и занятия наукой стал автором многих исследований в области марийского народного творчества и истории литературы. В научных изданиях Марий Эл и соседних республик и областей опубликовал более 100 статей по проблемам развития марийской литературы, устной поэзии в связи с идентичными материалами финно-угорских и тюркских народов: «Роль венгерских учёных в собирании, публикации и изучении марийских народных песен» (1990), «Взаимосвязи между финнами и марийцами в области культуры» (1993), «Эстонско-марийские связи» (1993) и др.
Является автором 13 книг и около 300 научных исследований. Известны его статьи о развитии марийской литературы, устной поэзии, кросс-культурной лингвофольклористике, многочисленные рецензии на новые произведения литераторов, научные труды «Марий калык лирика» («Марийская народная лирика», 1980), «Марий суан» («Марийская свадьба», 1994) и др.
Им подготовлено около 20 учебников, учебно-методических пособий, хрестоматий: «С. Г. Чавайнын йоча ойпогыжо» (1988), «М. Шкетанын йоча ой погыжо» (1988), «С. Г. Чавайн школышто» (1992), «В. Колумб школышто» (1993) и др.
Во время научно-педагогической деятельности оказывал многим студентам и аспирантам профессиональную помощь в освоении методики исследований и защиты кандидатской диссертации. Несколько кандидатских диссертаций по фольклористике были защищены в Таллине, Казани и Чебоксарах при его непосредственном участии в качестве оппонента.
Регулярно выступает на различных научных форумах, многих конференциях регионального, всероссийского и международного масштаба, в том числе в Йошкар-Оле, Чебоксарах, Казани. Глазове, Сыктывкаре.

## Звания и награды
- Заслуженный деятель науки Марийской АССР (1981)[6]
- Почётный работник высшего профессионального образования Российской Федерации (2003)[6]
- Заслуженный работник высшей школы Российской Федерации (2014)[3]
- Медаль «Ветеран труда»
- Почётная грамота Президиума Верховного Совета Марийской АССР (1980)[6]
- Почётная грамота Правительства Республики Марий Эл (2004)[6]
- Орден Креста земли Марии 4 класса (2006, Эстония)[7].

## Основные научные работы
Список основных научных работ И. С. Иванова
- Марий калык лирика [Марийская народная лирика]. — Йошкар-Ола, 1980. — 96 с.
- Писательын йылмыже: туныктышо-вл. пособий [Язык писателя: пособие для учителей]. — Йошкар-Ола, 1989. — 72 с.
- Писательын йылме сылнылыкше: туныктышылан пособий [Художественные особенности языка писателей: пособие для учителей]. — Йошкар-Ола, 1991. — 76 с.
- Марий поэзийын сылнылыкше [Образы марийской поэзии]. — Йошкар-Ола, 1993. — 20 с.
- Сылнымут корныш ӱжеш: туныктышылан полыш [Художественное слово зовёт в дорогу: в помощь учителю]. — Йошкар-Ола, 1994. — 68 с.
- Г. Микай. — Йошкар-Ола, 1995. — 16 с.
- Йоча литератур [Детская литература]. Ч. 1. — Йошкар-Ола, 1995. — 88 с.
- Йоча литератур [Детская литература]. Ч. 2. — Йошкар-Ола, 1996. — 140 с.
- Лирика Альбертины Ивановой // Литература и время: сб. статей. — Йошкар-Ола, 2003. — С. 106—115.
- С. Г. Чавайн: указ. лит. / Иванов И., Гаврилова И. — Йошкар-Ола, 2006. — 40 с.
- В. Сапаев: указ. лит. / Иванов И., Гаврилова И. — Йошкар-Ола, 2006. — 32 с.
- М. Шкетан: указ. лит. / Иванов И., Гаврилова И. — Йошкар-Ола, 2007. — 28 с.
- Осып Шабдар: указ. лит. / Иванов И., Гаврилова И. — Йошкар-Ола, 2007. — 32 с.